# Оксфорд-стріт
Оксфорд-стріт (англ. Oxford Street) — лондонська вулиця, одна з основних вулиць Вестмінстера. Найжвавіша торговельна вулиця (548 торгових точок), відома головним чином своїми фешенебельними магазинами. Починається у Вестмінстері біля Мармурової Арки (північно-східний кут Гайд-парку) і веде на схід в бік Голборн. Раніше була частиною Лондон-Оксфорд-роуд, яка починалася в Ньюгейті. Сьогодні частина шосе A40.
Довжина вулиці становить 2,4 км. На вулиці розташовані станції Лондонського метрополітену «Марбл-арч», «Бонд-стріт», «Оксфорд-серкус», «Тоттенгем-корт-роуд». На кожне Різдво вулиця прикрашається святковими вогнями. За традицією в листопаді ці вогні вмикаються знаменитостями. У 1968-93 рр.. по цій вулиці курсувала «білкова людина» Стенлі Грін.

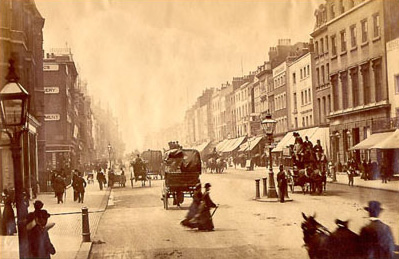
Оксфорд-стріт у 1875
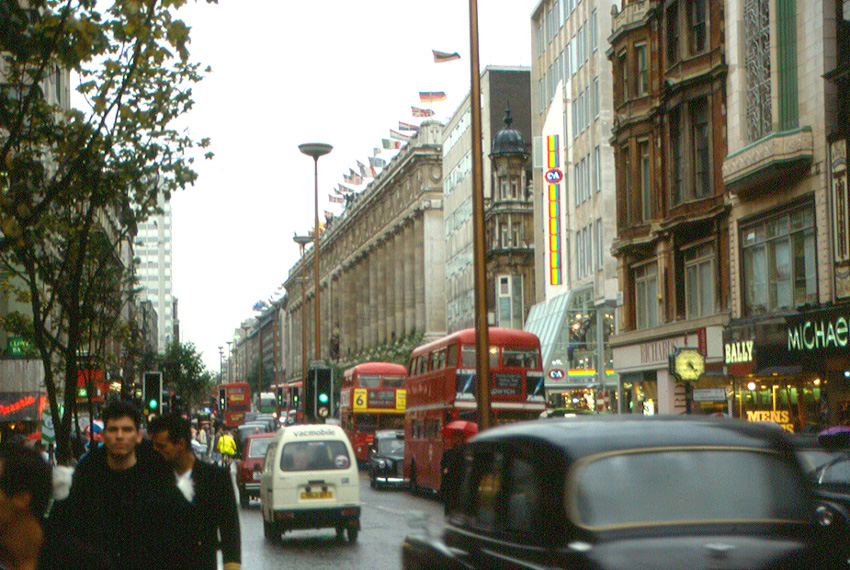
Оксфорд-стріт у 1987
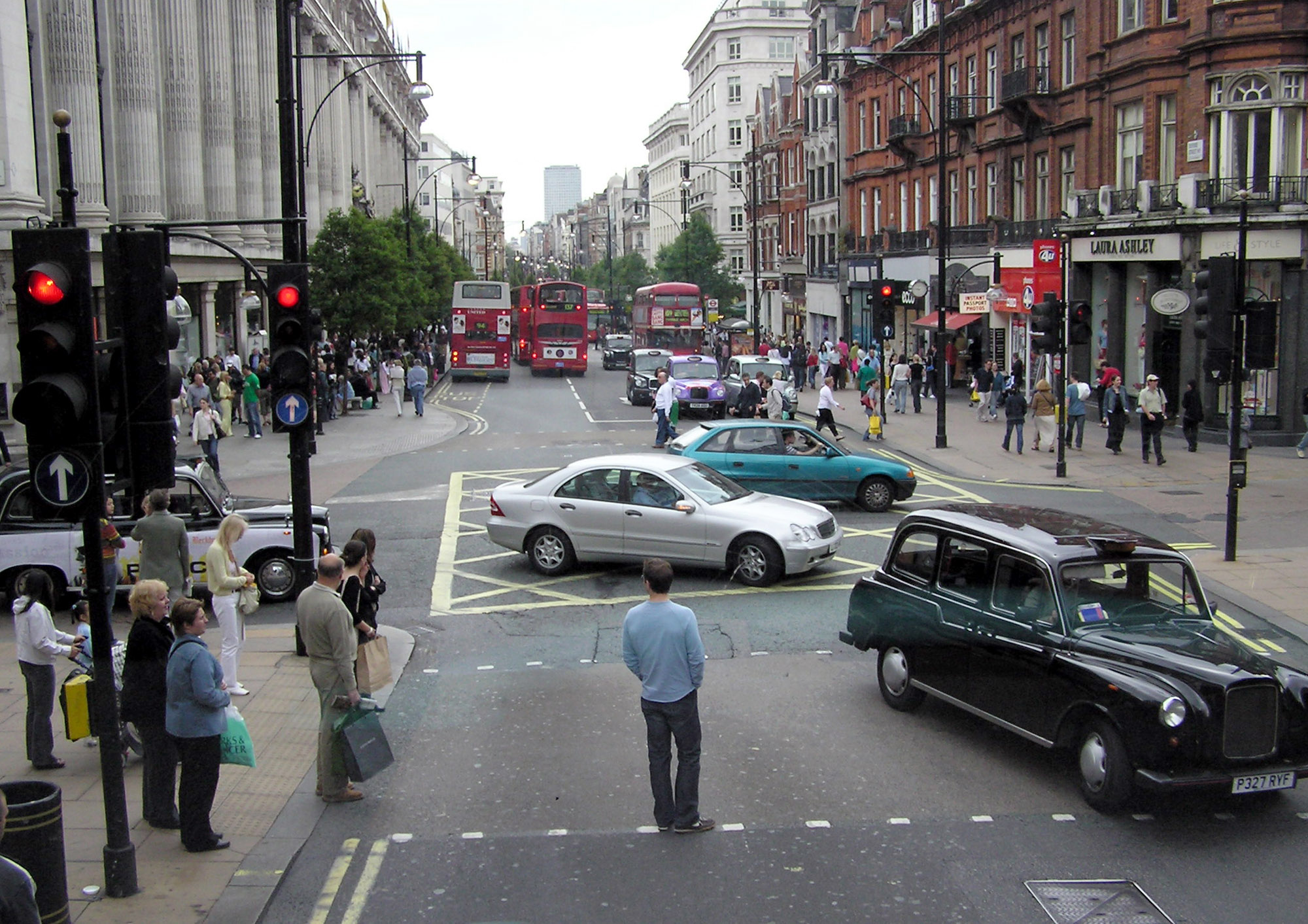
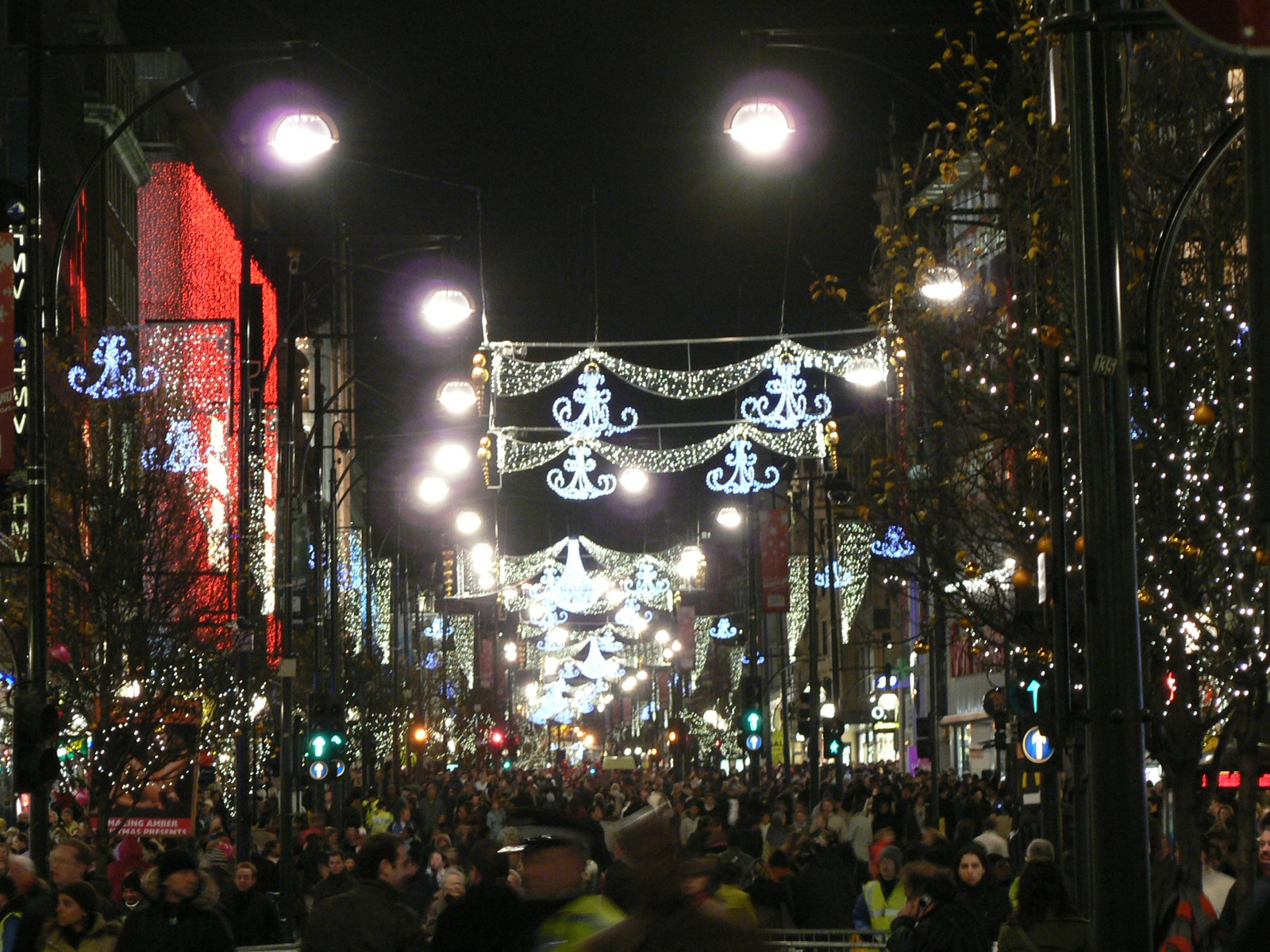
Різдвяні вогні